# Гогічаїшвілі Михайло Олександрович
Михайло Олександрович Гогічаїшвілі (1920, тепер Грузія — січень 1973, місто Тбілісі, тепер Грузія) — грузинський радянський державний діяч, секретар ЦК КП Грузії. Депутат Верховної ради Грузинської РСР.

## Життєпис
Член ВКП(б) з 1944 року.
Перебував на відповідальній партійній роботі.
На 1955 рік — секретар партійного бюро Батумської взуттєвої фабрики.
На 1965 — 8 січня 1970 року — завідувач відділу організаційно-партійної роботи ЦК КП Грузії.
8 січня 1970 — січень 1973 року — секретар ЦК КП Грузії.
Помер у січні 1973 року в місті Тбілісі.